# شرادا دانگار
شرادا دانگار (زاده ۱۵ اکتبر ۱۹۹۴) بازیگر و مدل هندی اهل گجرات هند است.
شرادا اولین بازی خود را در فیلم پاپا تامنی نای سامجای (۲۰۱۷) با بازی بهاویا گاندی، مانوج جوشی و کتکی دیو انجام داد.